# 초임계유체
초임계유체(supercritical fluid)는 임계점 이상의 온도와 압력에 놓인 물질 상태를 일컫는다. 기체의 확산성과 액체의 용해성이 있다.
| 용매             | 분자량 | 임계온도 | 임계압력      | 밀도  |
| ---------------- | ------ | -------- | ------------- | ----- |
| 용매             | g/mol  | K        | MPa (atm)     | g/cm³ |
| 이산화탄소 (CO2) | 44.01  | 304.1    | 7.38 (72.8)   | 0.469 |
| 물 (H2O)         | 18.02  | 647.3    | 22.12 (218.3) | 0.348 |
| 메탄 (CH4)       | 16.04  | 190.4    | 4.60 (45.4)   | 0.162 |
| 에탄 (C2H6)      | 30.07  | 305.3    | 4.87 (48.1)   | 0.203 |
| 프로판 (C3H8)    | 44.09  | 369.8    | 4.25 (41.9)   | 0.217 |
| 에틸렌 (C2H4)    | 28.05  | 282.4    | 5.04 (49.7)   | 0.215 |
| 프로필렌 (C3H6)  | 42.08  | 364.9    | 4.60 (45.4)   | 0.232 |
| 메탄올 (CH3OH)   | 32.04  | 512.6    | 8.09 (79.8)   | 0.272 |
| 에탄올 (C2H5OH)  | 46.07  | 513.9    | 6.14 (60.6)   | 0.276 |
| 아세톤 (C3H6O)   | 58.08  | 508.1    | 4.70 (46.4)   | 0.278 |

## 용도
초임계유체로 자주 사용하는 물질은 물과 이산화탄소다.
초임계 상태에 있는 물은 금조차 녹인다. 심지어는 셀룰로스나 다이옥신까지 분해할 수 있다.
또한, 초임계상태의 이산화탄소는 여러 가지 물질을 잘 용해한다. 목표물을 용해한 초임계 이산화탄소를 임계점 이하로 하면, 이산화탄소는 기화하여 대기로 날아가고 용질만이 남는다. 날아간 이산화탄소는 회수할 수 있으며 재활용이 가능하다. 이 공정은 실제로 커피에서 카페인을 제거할 때 쓰인다.
이와 같이 초임계 유체를 사용한 공정은 원래 들어있는 중금속이나 강산 등의 촉매를 사용한다. 용매를 공정에 옮겨놓는 것으로, 환경에 대한 영향을 거의 받지 않는다. 잔존 용매가 없고, 깔끔하게 원료 추출이 가능하다. 다만, 용매를 고온 고압 상태로 유지해야 하므로 초기 투자 비용이 많이 들어간다는 단점이 있다.

## 같이 보기
- 임계점 (열역학)